# Chauvency-le-Château
 Chauvency-le-Château  es una población y comuna francesa, en la región de Lorena, departamento de Mosa, en el distrito de Verdún y cantón de Montmédy.

## Historia
Perteneció al Ducado de Luxemburgo, hasta su entrega a Francia (ya la había ocupado entre 1594-1595) en 1659, mediante el tratado de los Pirineos.

## Demografía
| 350 | 327 | 305 | 298 | 254 | 243 |
| Para los censos de 1962 a 1999 la población legal corresponde a la población sin duplicidades (Fuente: INSEE [Consultar]) |     |     |     |     |     |